# Annemarie Hess-Waser
Annemarie Hess-Waser (* 4. Februar 1940 in Oberrickenbach) ist eine ehemalige Schweizer Skirennfahrerin.

## Biografie
Annemarie Hess-Waser wuchs mit 16 Geschwistern in der Bergheimet Schmidsboden in Oberrickenbach im Kanton Nidwalden auf. 1961, ein Jahr nach ihrem Rücktritt, heiratete sie. Zwei ihrer Töchter wurden Skirennfahrerinnen. Annemarie Hess-Waser ist die Tante von Erika Hess, die den alpinen Skisport in den 1980er-Jahren dominiert hat. Annemarie und Erika waren beide Mitglieder im Ski Club Bannalp (heute Ski Club Bannalp-Wolfenschiessen).
Hess-Waser kam mit 14 Jahren in die Schweizer Ski-Nationalmannschaft und nahm mit 15 Jahren an ihrem ersten internationalen Rennen teil. Die Schweizer Skirennfahrerin Ida Schöpfer-Bieri war ihr grosses Vorbild.
Am 3. Februar 1958, einen Tag vor ihrem 18. Geburtstag, gewann sie an den Skiweltmeisterschaften in Bad-Gastein die Bronzemedaille im Slalom (hinter Inger Bjørnbakken aus Norwegen und Josefa Frandel aus Österreich). Fünf Tage später wurde sie Vierte im Riesenslalom. Weil sie in der Abfahrt stürzte, verpasste sie eine sichere Medaille in der Alpinen Kombination. Sie gewann insgesamt fünf FIS-Rennen (vergleichbar mit den heutigen Weltcup-Rennen), darunter am 18. Januar 1959 den Hahnenkamm-Slalom in Kitzbühel.
1958 und 1960 führte sie die FIS-Jahresliste (vergleichbar mit der heutigen Disziplinen-Jahreswertung) im Slalom an. Ausserdem wurde sie 1959 und 1960 Schweizer Meisterin im Slalom. Sie nahm an den Olympischen Winterspielen 1956 in Cortina d’Ampezzo und an den Olympischen Winterspielen 1960 in Squaw Valley teil. Sie galt Ende der 1950er- und Anfang der 1960er-Jahre als eine der weltbesten Slalomfahrerinnen. 1960 beendete sie ihre Karriere mit 20 Jahren.